# Niedobór syntazy metioninowej

Wzór strukturalny metylokobalaminy.

Niedobór syntazy metioninowej, niedobór metylotransferazy homocysteinowej, zespół Arakawy II (ang. methionine synthase deficiency, tetrahydrofolate-methyltransferase deficiency syndrome, N5-methylhomocysteine transferase deficiency, Arakawa syndrome II) to genetycznie uwarunkowana choroba metaboliczna wynikająca z niedoboru enzymu metylotransferazy homocysteinowej. Dotknięte nią osoby nie mogą właściwie metabolizować metylokobalaminy, jednej z postaci witaminy B12.

## Objawy i przebieg
Choroba powoduje zaburzenia neurologiczne, opóźnienie umysłowe, atrofię mózgu, mioklonie, hipotonię mięśniową i padaczkę.
Jest również wiązana z opóźnieniem wzrostu, niedokrwistością megaloblastyczną, wadami kośćca (takimi jak klatka piersiowa kurza, skolioza), wymiotami, biegunkami, hepatosplenomegalią.
Dziedziczenie jest autosomalne dominujące.
Chorobę opisał Tsuneo Arakawa w 1967 roku.